# فندق جميرا أبراج الإمارات

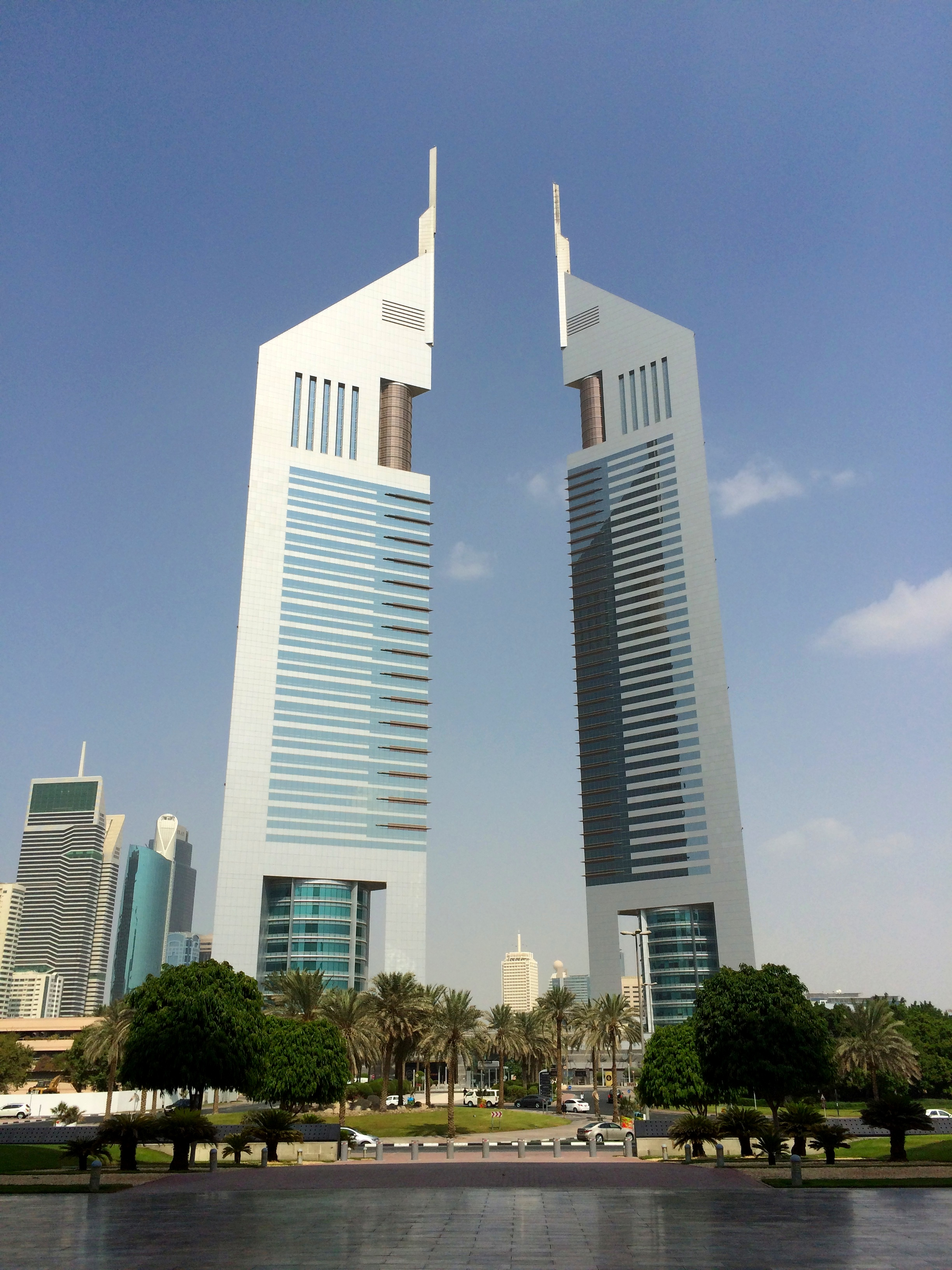
فندق جميرا أبراج الإمارات وبرج مكتب الإمارات

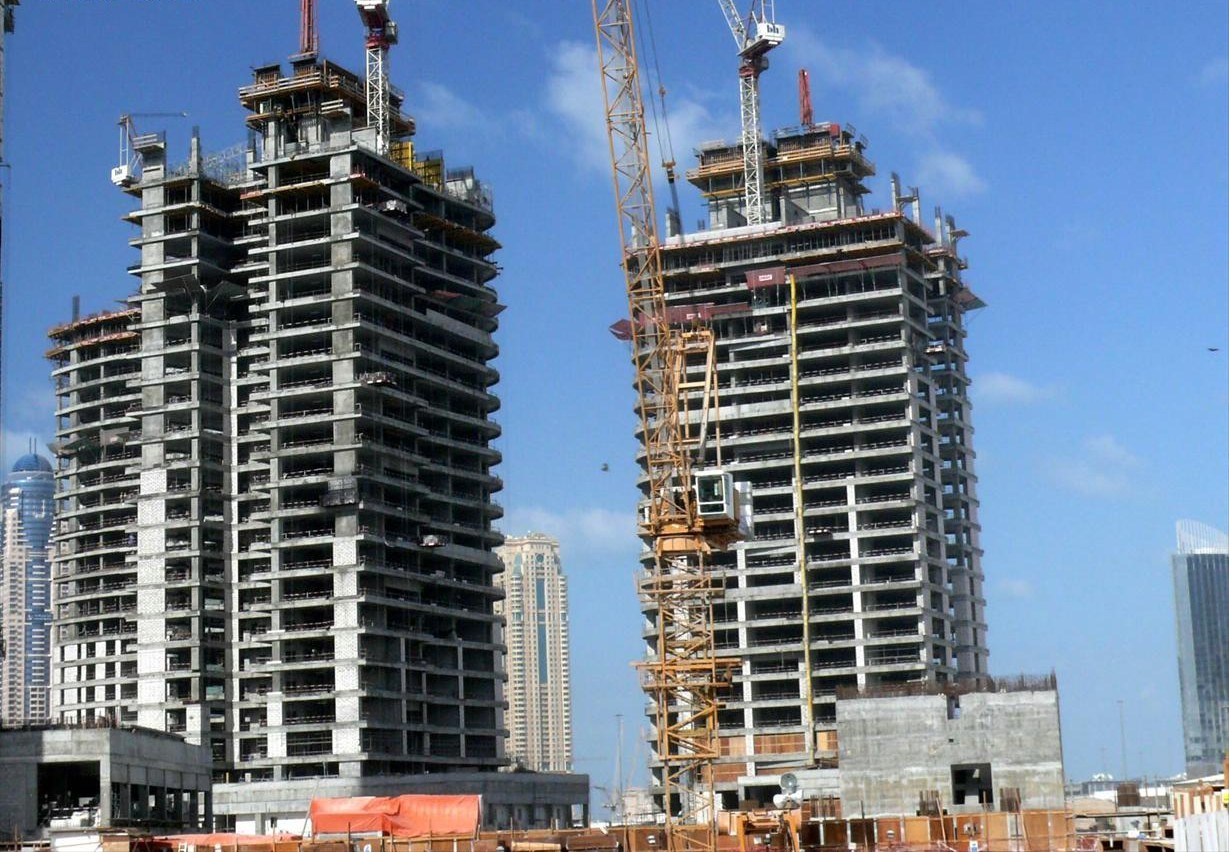
مجمع أبراج الإمارات أثناء الإنشاء

فندق جميرا أبراج الإمارات، ويعرف أيضاً باسم برج الإمارات الثاني، يتكون من 52 طابق، ويقع في إمارة دبي بـدولة الإمارات العربية المتحدة. ويضم الفندق 40 جناحاً فاخراً، وتديره مجموعة جميرا العالمية. ويصل برج الفندق ببرج مكتب الإمارات شارع بوليفارد التجاري. ويشكل البرجان مجمع أبراج الإمارات.أبراج الإمارات هي مجمع يحتوي على فندق جميرا أبراج الإمارات وبرج مكتب الإمارات. يرتفع البرجان إلى 355 متر و 309 متر، على التوالي، ويعد الفندق هو البرج الأصغر في المجمع. ويحتل المرتبة 48 كأطول مبنى في العالم، والمرتبة الثالثة كأطول فندق في العالم. وتم الإنتهاء من أعمال البناء في 15 أبريل 2002 بعد أربعة أعوام من العمل حيث بدأت أعمال الإنشاء في عام 1994. يقع هذا الفندق في شارع الشيخ زايد الصاخب، وعلى بُعد بضعة دقائق بالسيارة من مول دبي، كما يشمل جميرا أبراج الإمارات 400 غرفة وجناح و11 مكاناً لتناول الطعام والحياة الليلية، بما في ذلك المطاعم الحائزة على جوائز مثل The Rib Room وMundo. وتم تصميم البرجين من قبل المصممة هيزل وونغ. ويضم جميرا أبراج الإمارات ناطحة السحاب الأكثر تميزاً في العالم، بفضل تصميمه الذي يربط بين معالم الثقافة والحضارة الإسلامية والابتكار المعاصر، ويضم مثلثين متساويي الأضلاع.